# Jean-René Godart
Pour les articles homonymes, voir Godart.
Jean-René Godart, né le 10 décembre 1950, est un journaliste, commentateur et rédacteur en chef au sein de la rédaction des sports du groupe France Télévisions. Il est spécialisé dans le cyclisme.

## Biographie

### Débuts
Jean-René Godart est père de trois enfants. Parlant un allemand courant, il est diplômé d'une licence de lettres modernes, et du CIESJ (Centre d'enseignement international supérieur du journalisme de Strasbourg). Jean-René Godart fait ses premières armes en presse écrite, stagiaire à l'Union de Reims durant deux étés, il rejoint ensuite la rédaction du groupe Télé Magazine.

### Europe 1 (1974-1994)
Mais c'est plus tard, en 1974, que ce jeune journaliste alors âgé de 24 ans embrasse la carrière de Radio-Reporter, en rentrant à Europe 1. Au sein de la radio périphérique, Godart côtoie des grands noms de la radio comme Philippe Gildas, mais surtout deux grands journalistes sportifs, Roger Couderc et Robert Chapatte. Trois ans plus tard, il entre au service des sports où Couderc et Chapatte ne sévissent plus, revenus à leurs premières amours télévisuelles avec la naissance d'Antenne 2. À ses côtés pour commenter le cyclisme, il peut compter sur un consultant de prestige qui fut son idole plus jeune et qu'il considérait comme son maître en matière de cyclisme, Jacques Anquetil. Vissé sur le tansad de sa moto de direct, Godart micro en main raconte à des millions d’auditeurs les exploits de Bernard Hinault, de Laurent Fignon, de Greg LeMond ou de Miguel Indurain sur les routes de Tour. Il est nommé rédacteur en chef adjoint de la rédaction d'Europe 1 en 1988, puis rédacteur en chef en 1992.

### France Télévisions (1994-2018)
Recruté en septembre 1994 en tant que rédacteur en chef des sports des JT de France 2 par Jean-Pierre Elkabbach, Jean-René Godart accède très vite aux commentaires cyclistes des retransmissions de France 2 et France 3. Sa première prestation est le championnat de France de cyclo-cross 1995 à Cublize dans le Rhône. En 1998, Jean-René Godart intègre la direction des sports de France Télévision en tant que rédacteur en chef, et commentateur leader.
Durant le Tour de France sur l'une des motos sons, où Patrick Chêne comptait sur les réflexes d'homme de radio de Godart, pour que ce dernier puisse décrire les événements échappant aux caméras. Chêne parti aux commandes du JT de 13h, Godart devient commentateur principal sur la ligne d'arrivée aux côtés de Bernard Thévenet (à l'exception notable du Tour de France, où Patrick Chêne puis Christian Prudhomme lui sont préférés). Il est commentateur des courses cyclistes sur France Télévisions pendant plus de 10 ans (hors Tour de France donc), avant que Thierry Adam ne lui succède.
Durant les années 2000, il présente Les Marches du Tour au pied du podium protocolaire à l'issue des étapes du Tour de France, avant d'être remplacé par Gérard Holtz en 2008 avec l'émission L'Après Tour. Il intervient alors dans l'émission pour commenter le résumé de l'étape du jour en une dizaine de minutes jusqu'en 2014. Lors du Tour de France 2015, son rôle est largement réduit, il est présent seulement à partir de la 16e étape pour recueillir les réactions des coureurs après la ligne d'arrivée,.
Sa grande carrière en tant que commentateur se caractérise par la couverture de 33 éditions du Tour de France, 13 éditions des Jeux olympiques d'hiver et d'été, 15 éditions de Roland-Garros, 9 éditions de Flushing Meadow, 2 éditions de Wimbledon, 3 éditions de l'Open d'Australie.
Il termine sa carrière en tant que rédacteur en chef de l'émission Tout le sport avant de prendre sa retraite pour raisons de santé, le 31 décembre 2018.

### Autres activités
Jean-René Godart a également coécrit en compagnie du réalisateur Jean-Paul Jaud, deux documentaires : « Anquetil pour toujours », diffusé sur France 2, et « Chambéry 89 » diffusé sur La Cinq.  
Jean-René Godart est aussi coauteur avec Philippe Monier d'une série documentaire composée de deux fois 52 minutes, intitulée « Le Tour de France son histoire, notre histoire ». Ces deux documentaires seront diffusés en prime time, sur deux dimanches consécutifs, durant le mois de juillet 1993. 
Jean-René Godart est l'auteur de 11 livres dont le succès en Librairie : « La bande à Hinault », publié en 1979, aux éditions Jean-Claude Lattés.

## Décorations
- Chevalier de l'ordre national du Mérite (décret du 13 octobre 1995)
- Officier de l'ordre national du Mérite (décret du 14 novembre 2011)[6]